# Mariam di Vaspurakan
Mariam Artsruni (in georgiano მარიამი?; fl. XI secolo) era una regina e reggente georgiana. Era la figlia di Giovanni-Senekerim Artsruni, re armeno di Vaspurakan, e la prima consorte del re Giorgio I di Georgia. Come regina vedova della Georgia, governò come reggente per il figlio minorenne, Bagrat IV, dal 1027 al 1037, e fu coinvolta nei rapporti diplomatici con l'Impero bizantino.

## Biografia
Mariam fu sposata in prime nozze con Giorgio I (1014-1027), ma sembra che il re abbia divorziato per permettergli di sposare Alda, figlia del re di Alania. Mariam tornò alla ribalta alla morte di Giorgio e all'ascesa al trono di Georgia del figlio, Bagrat IV, nel 1027. Durante la minore età di Bagrat, Mariam condivise la reggenza con i Grandi di Georgia, in particolare con gli eristavi Liparit e Ivane. Nel 1031/1032, Mariam si recò in visita alla corte di Romano III Argiro a Costantinopoli per conto di Bagrat e tornò con un trattato di pace, il titolo di curopalate e la sposa bizantina Elena (figlia del fratello di Romano III, Basilio) per suo figlio.
Mariam continuò a svolgere un ruolo di primo piano nella politica della Georgia anche dopo che Bagrat assunse i pieni poteri del regno. Le Cronache georgiane parlano degli Armeni come suoi sudditi a causa della sua discendenza, un possibile riferimento al controllo georgiano di Ani, durato tre mesi, prima che la città fosse definitivamente annessa dai Bizantini nel 1045, e riportano un disaccordo tra Bagrat e Mariam riguardo al futuro del fratellastro di Bagrat, Demetrio, che nel 1033 aveva tradito cedendo la fortezza di Anacopia ai Bizantini. Mariam caldeggiò la riconciliazione tra i fratelli e tentò inutilmente di riportare Demetrio alla lealtà. Durante l'esilio forzato di Bagrat alla corte bizantina negli anni 1050, Mariam accompagnò il figlio e trascorse con lui tre anni di residenza a Costantinopoli durante il regno di Costantino IX Monomaco.
Mariam si distinse per il suo contributo alla Chiesa cristiana e alle fondazioni monastiche. Parlava correntemente diverse lingue, tra cui il georgiano, il greco e l'armeno. Mariam è ricordata per le donazioni al monastero di Iviron (sul Monte Athos) nel suo Synodicon. Era nota per la sua vicinanza con l'eminente monaco e studioso georgiano Giorgio l'Agiorita, sotto i cui auspici Mariam si sarebbe poi fatta suora. Secondo la Vita di Giorgio l'Agiorita, dopo il matrimonio di sua nipote Marta-Maria con Michele VII Ducas (1065), Mariam si recò ad Antiochia con l'intenzione di compiere un ulteriore pellegrinaggio a Gerusalemme, portando con sé un ordine imperiale per il governatore e per il patriarca di Antiochia. Questi, tuttavia, persuasero la regina ad astenersi dal visitare Gerusalemme in mano ai Saraceni; Giorgio l'Agiorita stesso prese il suo denaro e lo distribuì tra i poveri e i monasteri del luogo.
La morte di Mariam non è menzionata nelle Cronache; era presente al letto di morte di Bagrat IV nel 1072, ed era certamente morta nel 1103, quando è commemorata nel verbale del concilio ecclesiastico georgiano di Ruisi-Urbnisi.